# Castillo de Pionyang

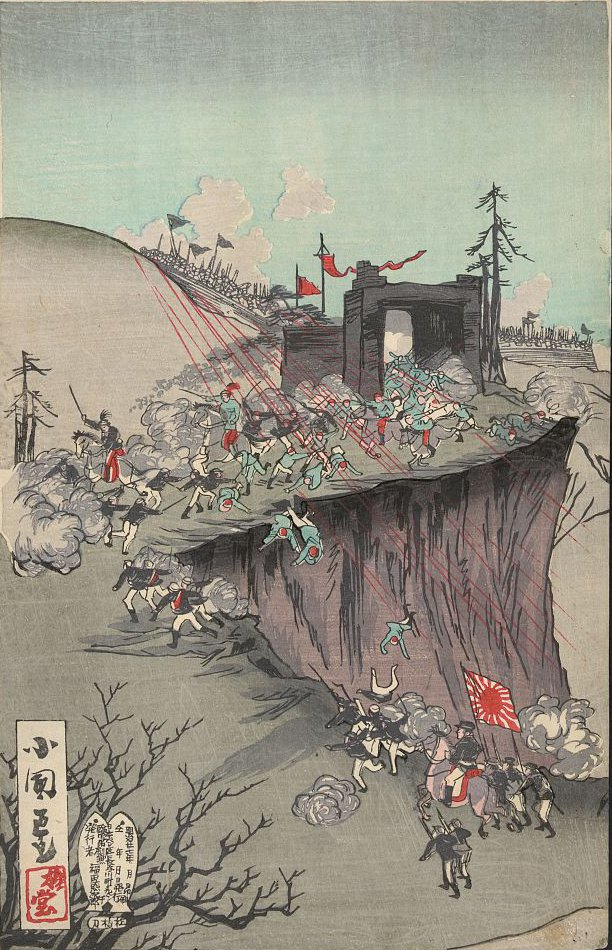
Militares japoneses preparando un ataque en las inmediaciones de la fortaleza.

La Fortaleza de Pionyang es parte de los Tesoros Nacionales de Corea del Norte. El castillo fue atacado por el Rey Geunchogo de Baekje en el siglo IV.
Durante los siglos XVIII y XIX, las imágenes representando grandes vistas de la fortaleza eran muy populares.

## Ubicación
Mientras que la academia general estima que el castillo de Pyonyang se encuentra en la ciudad de Pyonyang, actualmente Corea del Norte, algunos estudiosos afirman que el castillo de Pyonyang se encuentra en la ciudad de Liaoyang, ahora la República Popular China.